# Roudné
Roudné település Csehországban, a České Budějovice-i járásban. Roudné Včelná, Staré Hodějovice, Vidov, Plav és České Budějovice településekkel határos. Lakosainak száma 1470 fő (2024. január 1.).

## Népesség
A település lakosságának változását az alábbi diagram mutatja:
| Lakosok száma | 194  | 169  | 224  | 323  | 424  | 554  | 1244 | 1263 | 1359 | 1470 |
|               | 1869 | 1890 | 1921 | 1950 | 1980 | 2001 | 2017 | 2019 | 2022 | 2024 |